# Himmelev-Veddelev Boldklub
Himmelev-Veddelev Boldklub (HVB) er en dansk fodboldklub som ligger i Roskilde på Sjælland. HVB er en af de tre moderklubber til 1. divisionsklubben F.C. Roskilde sammen med Svogerslev og RB. HVB blev stiftet d. 25. oktober 1925. Det var karlene fra gårdene i Himmelev og Veddelev der fik lov til at etablere en fodboldbane mellem præstegården mod øst og gadekæret mod syd, købmanden mod vest og klokker Mortensen mod nord.
Ved Dansk Fodbold Award 2010 fik Himmelev-Veddelev Boldklub DBU's pris som årets breddeklub.
Nævneværdige spillere der har optrådt for Himmelev er: Lasse Schöne, Dario Dumic, Mads Hvilsom og Frederik Sørensen.